# Alba Riera López
|  | «Alba Riera» redirigeix aquí. Si cerqueu l'esportista catalana, vegeu «Alba Riera i Roura». |

Alba Riera López   (Barcelona, 1991) és una comunicadora catalana especialitzada en periodisme cultural.

## Carrera
Ha col·laborat en programes com Planta baixa i Col·lapse de TV3, Dentro i Tardeo de Ràdio Primavera Sound, El balcó de SER Catalunya, Estiu de Gràcia i El suplement de Catalunya Ràdio, Via lliure de RAC1 i La turra a 3Cat. També ha escrit ocasionalment als mitjans Núvol, Rockdelux i el suplement S Moda d'El País.
Els anys 2023 i 2024, Alba Riera i Andreu Juanola van ser els presentadors de les gales dels Premis Enderrock.

## Vida personal
És filla del polític Carles Riera i Albert, exdiputat del Parlament de Catalunya. És òrfena de mare des dels 14 anys i té dos germans (un noi i una noia). Té ascendència andalusa.